# Castello di Vigoleno
Das Castello di Vigoleno ist ein mittelalterlicher Festungskomplex in Vigoleno, einem Ortsteil der Gemeinde Vernasca in der italienischen Emilia-Romagna. Er liegt auf dem Grat zwischen den Tälern der Bäche Ongina und Stirone auf einem Flachrelief und dominiert die umgebenden Hügel. Er ist ein besonders schönes Beispiel für eine befestigte Siedlung, die noch in allen Teilen intakt ist.
Der Festungskomplex ist Teil des Circuito Associazione dei Castelli del Ducato di Parma, Piacenza e Pontremoli und der Vereinigung I borghi più belli d’Italia. Er wurde mit der Bandiera Arancione des Touring Club Italiano ausgezeichnet.

## Geschichte
Die Anlage wurde im 10. Jahrhundert erbaut, aber die erste urkundliche Erwähnung stammt aus dem Jahr 1141, als sie ein Vorposten der Stadt Piacenza an der Straße nach Parma war. Die Eigentümer wechselten oft: Prinzipiell gehörte sie den Scotti, sah aber auch die Pallavicini, die Piccinino und die Farnese. Sie wurde mehrmals zerstört und wiederaufgebaut.
1922 ließ sie die Prinzessin Maria Ruspoli Garmont restaurieren und gab dort mondäne Gesellschaften. In ihrem Haus verkehrten Gabriele D’Annunzio, der Schauspieler Douglas Fairbanks junior, Max Ernst, Alexander Jakowlew,  Jean Cocteau, die Filmdiva Mary Pickford, die Schriftstellerin Elsa Maxwell und der Pianist Arthur Rubinstein. Anfang der 1980er-Jahre war die Festung Kulisse der Wiederverfilmung von Der Tag des Falken von Richard Donner mit Rutger Hauer und Michelle Pfeiffer.

## Beschreibung

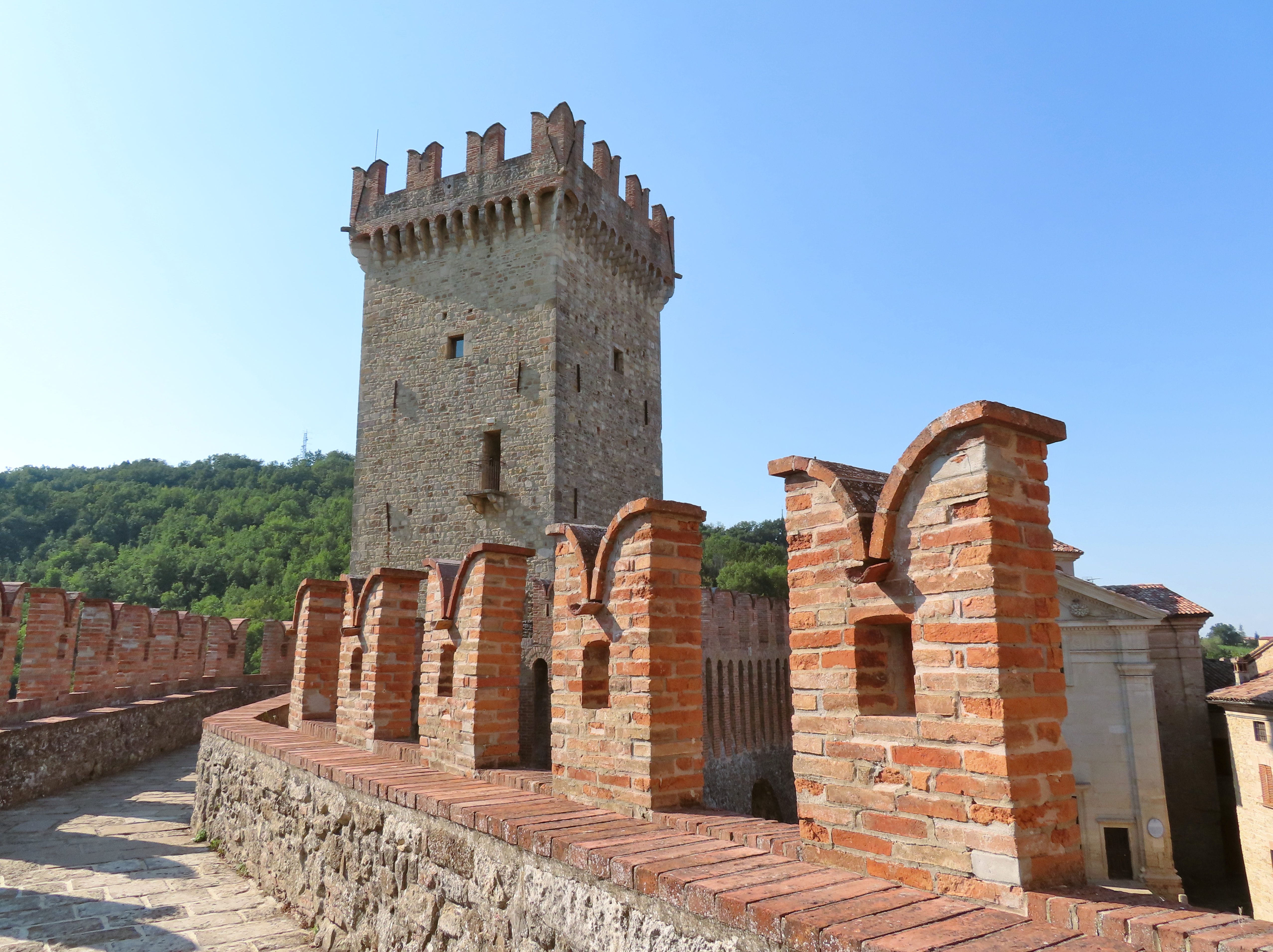
Wehrgang und Bergfried

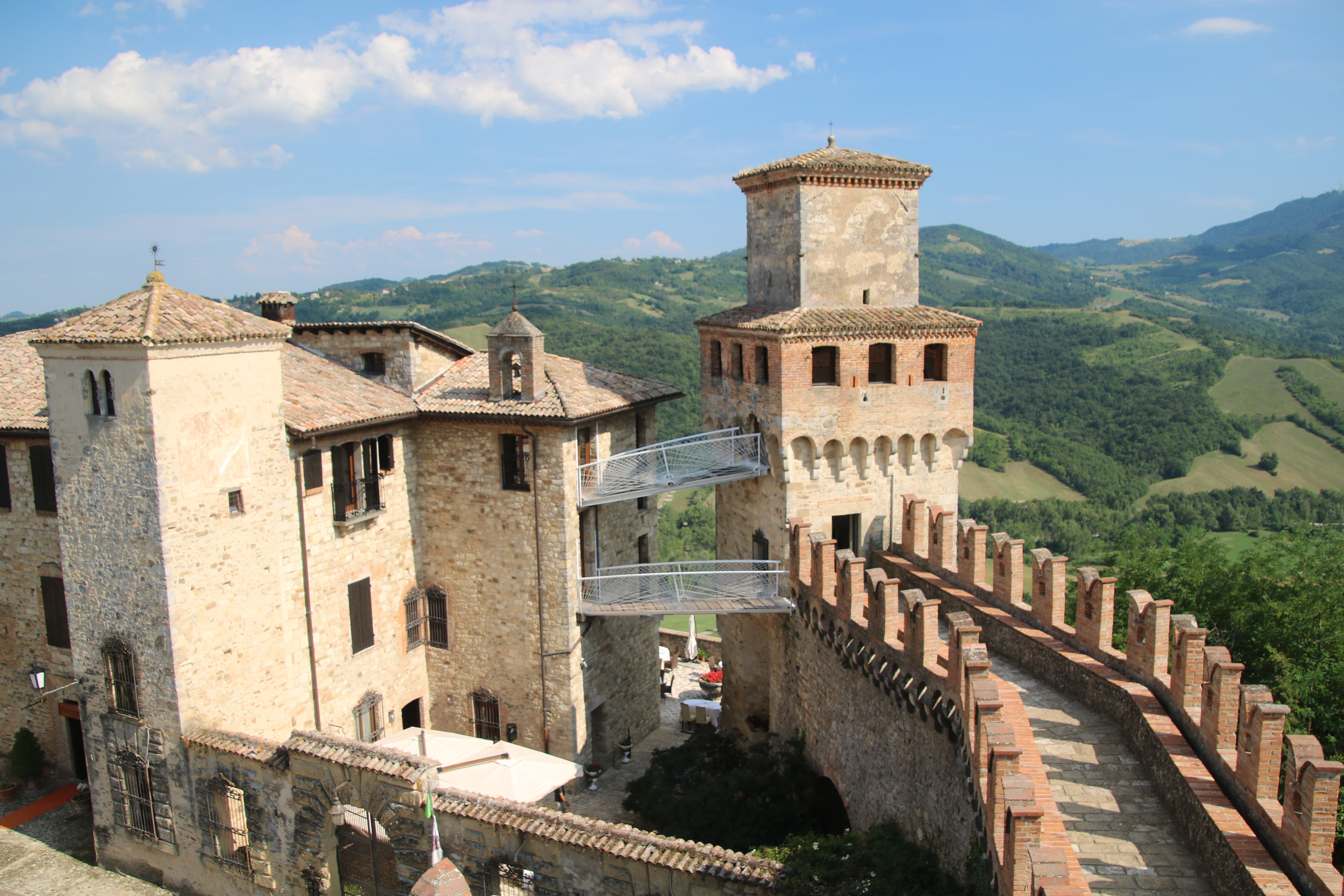
Südturm

Die Siedlung ist vollständig von einer zinnenbewehrten Wehrmauer umgeben, deren alter Wehrgang begehbar ist.
Sie hat einen einzigen Zugang über einen Ravelin in besonderer, gerundeter Form, der das eigentliche Eingangstor schützt. Das Herz der Siedlung ist der Platz mit Brunnen in der Mitte, an den der Bergfried, der Wohnkomplex der Burg, das Oratorium und die Zisterne anschließen. Das Dorf setzt sich mit einer kleinen Gruppe schmaler Häuser um die Pfarrei San Giorgio fort. Auf der Ostseite, zwischen den Wohnhäusern und der Mauer, gibt es einen Garten.

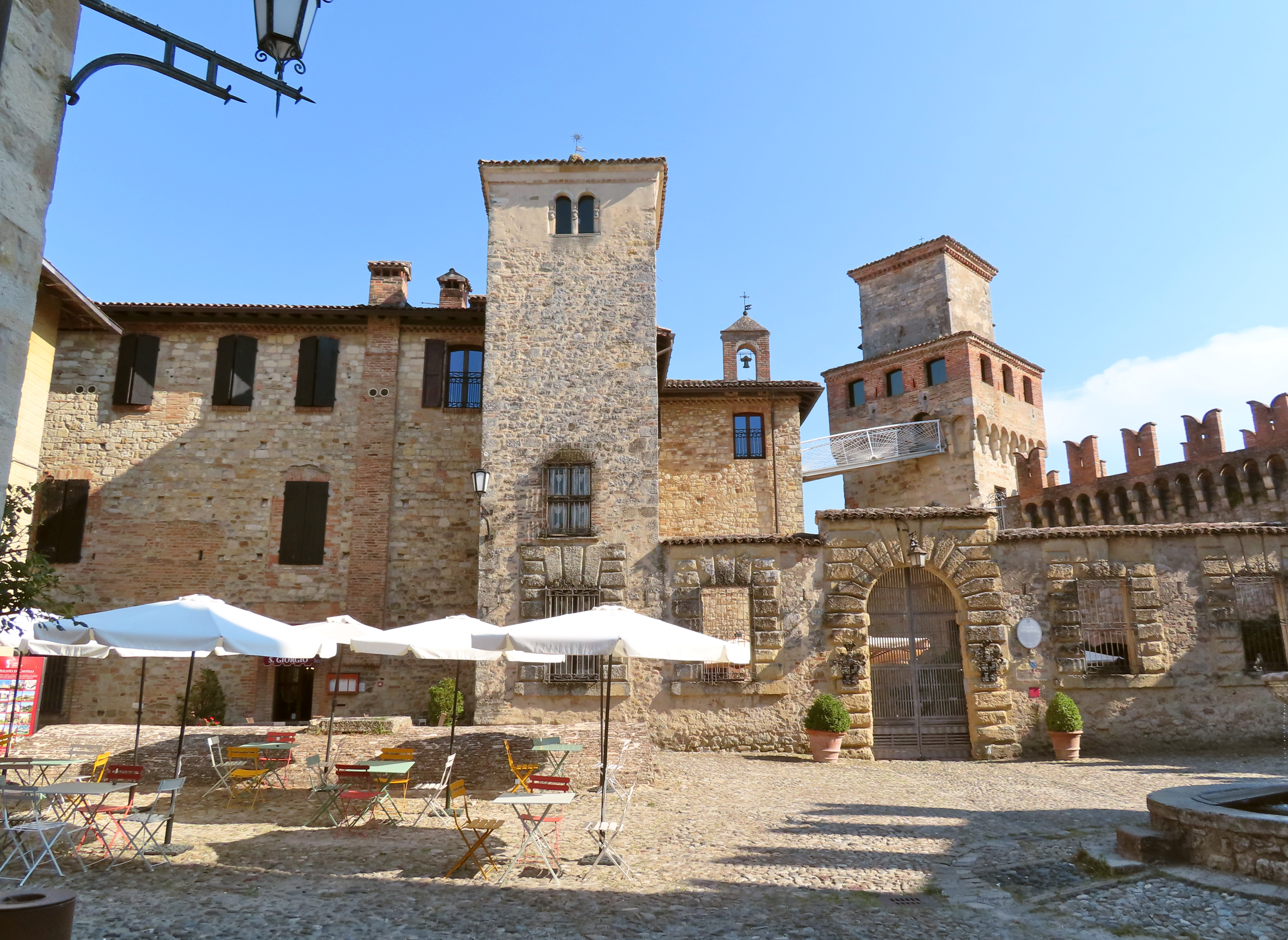
Fassade zum Brunnenplatz

### Bergfried
Der Bergfried ist ein imposanter Turm mit quadratischem Grundriss, Schießscharten, Konsolen und ghibellinischen Zinnen. Dort sind die Räume eines Museums mit historischen Dokumenten und Fotografien untergebracht. Ein Wehrgang verbindet ihn mit einem zweiten Turm und von dort mit dem Wohntrakt.

### Sonnenuhr
An der Südseite eines kleinen Turms, der an den zentralen Platz anschließt, ist eine Sonnenuhr angebracht. Sie trägt die Jahreszahl 1746.